# Dagpo Lama Rinpoché
Pour les articles homonymes, voir Dagpo (homonymie).
Rinpoché
Kelsang Djampèl Dagpo Rinpoché
Dagpo Lama Rinpotché de son nom Djampèl Lhundroup (1845-1919) est un lama tibétain réputé au Tibet, prédécesseur de Dagpo Rinpoché (né en 1932).

## Biographie
Son père, Tinlé Senpa, descendait d'un roi du Tibet. Cultivateur, il pratiquait le Lamrim dont il donna les premiers enseignements à son fils, qui fut admis au monastère de Bamtcheu, puis à celui de Dagpo Datsang.
À 25 ans, en 1869, il obtint son diplôme de geshé et reçu l’ordination majeur de bhikkhu puis effectua une retraite de 3 ans dans une caverne proche du monastère Daglha Gampo.
En 1875, un tremblement de terre toucha le village de Langdun, où allait naître un an plus tard le 13e dalaï-lama. Seule la maison familiale de ses futurs parents resta intacte. Interrogé à ce sujet par la future mère de l'enfant, Dagpo Lama Rinpoché répondit qu'un séisme pouvait être de bon ou mauvais augure, et qu'il pouvait accompagner l'arrivée de bodhisattva, précisant que le 12e dalaï-lama récemment disparu pouvait avoir choisi de renaître dans la région. Il ajouta qu'un événement similaire s'était produit après la construction du Tashilhunpo fondé par le 1er dalaï-lama.
À l'âge de 35 ans, il enseigna le Lamrim à 600 moines et de nombreux laïcs. A deux reprises, il fut nommé abbé de Dagpo Datsang où il demanda un strict respect des règles.
Dans toutes les communautés monastiques où il enseigna, il renforça la discipline, le niveau d'étude et incitait au végétarisme par respect pour la vie.
Quatre de ses disciples devinrent abbé de Dagpo Datsang et d'autres enseignèrent dans différentes régions du Tibet.
Ses disciples comprenaient des laïcs simples et des personnalités, comme le premier ministre, le frère aîné du 13e dalaï-lama, deux régents du Tibet, dont Réting Rinpoché et le médecin du 13e dalaï-lama Khyenrab Norbu. Le plus célèbre est Pabongka Rinpoché qui reçut les lignées du Lamrim et les transmit aux 2 tuteurs du 14e dalaï-lama.

## Sources
1. 1 2 3 4 5 6  Jean-Philippe Caudron, Un lama de haut lignage in Dagpo Rinpotché, Le Lama venu du Tibet, Grasset, 1998,  (ISBN 2-246-55131-5), p. 236
2. ↑  Glenn H. Mullin, Les Quatorze Dalaï-lamas, préface du XIVe dalaï-lama, traduction Philippe Beaudoin, éditions du Rocher, 2004,  (ISBN 2268050300), p. 431
3. ↑  Thoupten Phuntshog, Jean-Philippe Caudron, J'ai connu le Tibet libre, Grasset, 2001,  (ISBN 2246576318 et 9782246576310), p. 159-160

### Livre
- La guirlande des êtres fortunés, ed. Guépèle, 2001, 256p,  (ISBN 2-915066-02-7)